# Kohlenhof
Der Kohlenhof ist ein Einzelgehöft und ein ehemaliger Bergwerksbetrieb der Frühen Neuzeit.

## Geografische Lage
Der Kohlenhof liegt in der Gemarkung Hutten, 1,7 km südwestlich des Dorfes, einem Stadtteil von Schlüchtern im Main-Kinzig-Kreis in Hessen auf einer Höhe von 425 m über NN.

## Geschichte
Der Hof wurde 1786 seitens der Landesherrschaft, der Landgrafschaft Hessen-Kassel, der Grafschaft Hanau-Münzenberg, Amt Brandenstein, zugeordnet. 1803 wurde die Landgrafschaft zum Kurfürstentum Hessen erhoben. Während der napoleonischen Zeit stand das Amt Brandenstein – und damit auch der Kohlenhof – ab 1806 unter französischer Militärverwaltung und dann von 1810 bis 1813 zum Großherzogtum Frankfurt. Anschließend fiel er wieder an das Kurfürstentum Hessen zurück. Nach der Verwaltungsreform des Kurfürstentums Hessen von 1821, im Rahmen derer Kurhessen in vier Provinzen und 22 Kreise eingeteilt wurde, ging das Amt Brandenstein im neu gebildeten Kreis Schlüchtern auf.

## Weblink
- Kohlenhof, Main-Kinzig-Kreis. Historisches Ortslexikon für Hessen.  In: Landesgeschichtliches Informationssystem Hessen (LAGIS).

Koordinaten: 50° 21′ 55,9″ N, 9° 35′ 39,8″ O